# برانکوئینو (بازیکن فوتبال)
برانکوئینو (به پرتغالی: Wellington Clayton Gonçalves dos Santos) مهاجم، هافبک اهل برزیل است که در شهر São José do Rio Preto و در تاریخ ۲ ژانویهٔ ۱۹۸۳ به دنیا آمده‌است.
برانکوئینو در تیم‌های فوتبال Rio Preto سابقهٔ حضور دارد.